# Rhododendron campylogynum
Rhododendron campylogynum là một loài thực vật có hoa trong họ Thạch nam. Loài này được Franch. miêu tả khoa học đầu tiên năm 1885.

## Hình ảnh

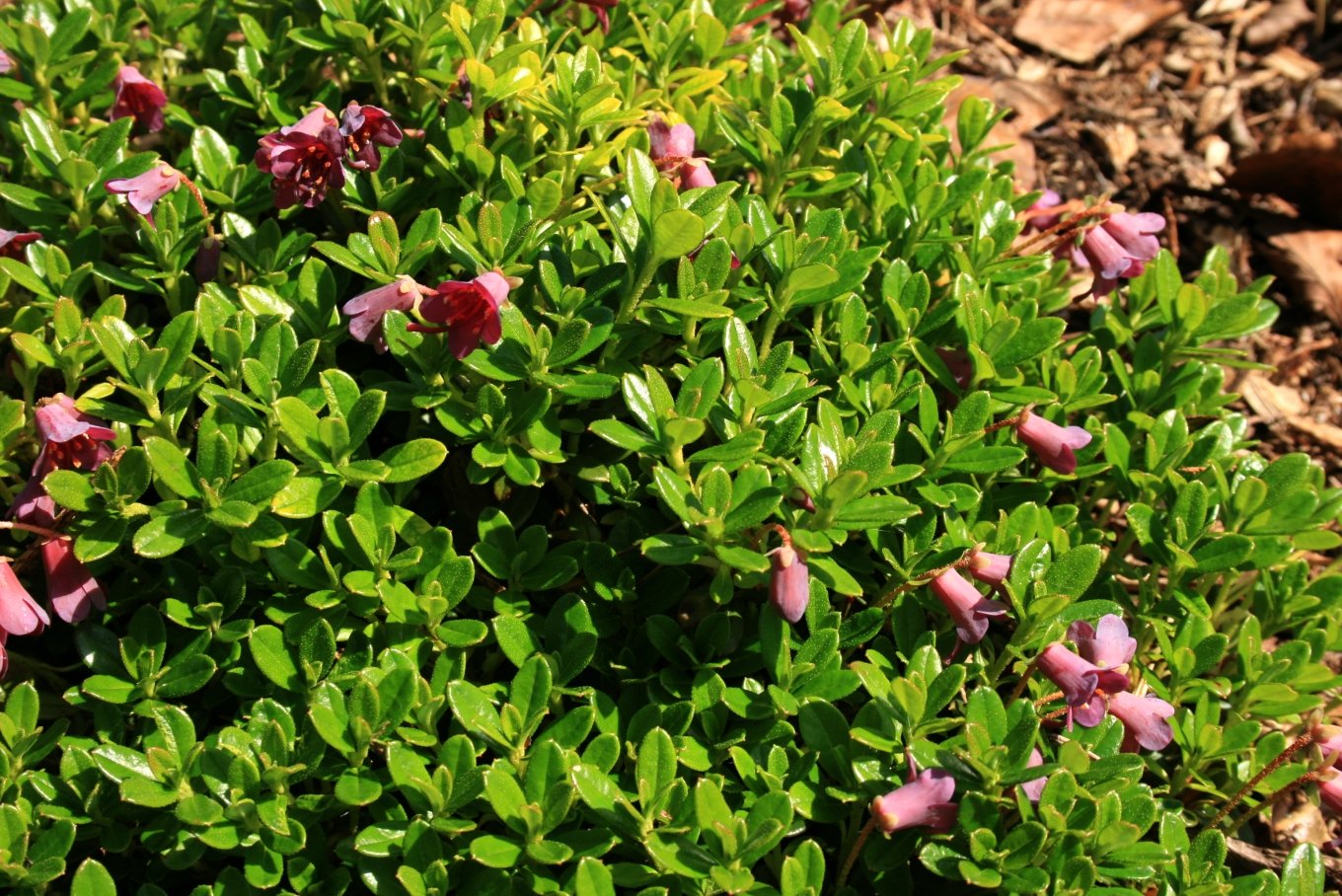